# Heuqueville (Eure)
Heuqueville é uma comuna francesa na região administrativa da Normandia, no departamento de Eure. Estende-se por uma área de 7,7 km². Em 2010 a comuna tinha 366 habitantes (densidade: 47,5 hab./km²).